# Rosa bracteata
Rosa bracteata, cunoscută sub numele de trandafirul Macartney, este o specie de trandafir originară din sudul Chinei și din Taiwan, dar este prezentă ca specie invazivă și în SUA.

## Etimologie
Rosa bracteata - bracteata referindu-se la bracteele notabile de sub flori - este denumit în mod obișnuit trandafirul Macartney. Numele său se leagă de un botanist german, Johann Christoph Wendland⁠(d), căruia i se atribuie denumirea speciei. Numele de trandafir Macartney provine de la mijlocul secolului al XVIII-lea, când a fost denumit după George Macartney, primul conte Macartney din Anglia. Conform Global Invasive Species Database, acest trandafir mai este denumit și sub alte denumiri - deși mai rar - cum ar fi Chickasaw rose și Fragrant White Climbing Rose, ambele de origine engleză, și shuo bao qiang wei, care este de origine chineză.

## Descriere
Trandafirul Macartney este originar din sudul Chinei și Taiwan, dar este considerat în prezent o specie invazivă în multe state din Statele Unite, încă de la introducerea sa ca plantă ornamentală.

## Distribuție și habitat
Rosa bracteata este o plantă foarte adaptabilă și poate crește în zone foarte perturbate. Poate fi găsită în zone care variază de la pășuni, șanțuri de drenaj și de-a lungul drumurilor și al gardurilor. R. bracteata tinde să prefere solurile întunecate, înmuiate în apă și argiloase. Această specie a fost introdusă în Statele Unite din Asia și se găsește doar în cele 48 de state inferioare, mai ales în sud-estul SUA. Unele dintre statele în care poate fi găsită sunt Texas, Louisiana, Arkansas, Mississippi, Alabama, Georgia, Florida, Carolina de Sud, Carolina de Nord, Tennessee, Kentucky, Virginia și Maryland.
Metoda sa de dispersare este prin intermediul animalelor, unde este răspândit de animale, păsări și alte organisme erbivore. Fructele trandafirului sunt mâncate de aceste animale, care acționează ca o tehnică de germinare după ce trec prin tractul digestiv al animalului care caută hrană.

## Morfologie și ecologie
Rosa bracteata este considerată a fi un arbust peren cu frunze veșnic verzi și este adesea găsită cu distribuții grupate. Această specie de trandafir poate crește până la 304,8 cm în înălțime și lățime.

### Frunze și tulpină
Rosa bracteata are spini recurenți care sunt frunze modificate de-a lungul tulpinii sale. Frunzele sale sunt zimțate și așezate într-un model alternativ și variază între 2,5-7,60 cm în lungime; ele sunt compuse pinnately cu 5 până la 9 foliole groase pe frunză. Partea superioară a frunzelor poate fi descrisă ca fiind lucioasă și/sau strălucitoare în comparație cu partea inferioară a frunzelor care este de un verde stins.

### Flori, fructe și semințe
Florile acestui trandafir apar fie în compoziții simple, fie în ciorchine, de obicei având flori albe cu 5 petale, în număr de 1-3, pe ciorchini de tulpini scurte. Aceste flori pot fi observate de obicei din aprilie până în iunie, care fac parte din lunile de primăvară și vară în emisfera nordică. Șoldurile sale au o formă sferică și sunt, de obicei, de culoare roșiatică atunci când sunt coapte. Acestea pot fi observate din iulie până în decembrie. Semințele sale sunt, în general, latente atunci când sunt create pentru prima dată, dar germinează la temperaturi de aproximativ 5 °C temperaturile optime pentru creștere se încadrează între 20-30 °C.

## Specii invazive
Rosa bracteata a reprezentat o preocupare majoră ca specie invazivă pentru cei care cresc animale. Infestațiile de Rosa bracteata tind să se adune și să creeze tufișuri care pot ajunge până la trei metri înălțime, ceea ce cauzează probleme în ceea ce privește deplasarea animalelor, iar proliferarea rapidă a acesteia sustrage nutrienți de la speciile din jur, împiedicându-le creșterea. Atunci când se folosesc mijloace mecanice de distrugere, cum ar fi cositul, planta este capabilă să crească din nou de la o rădăcină superficială, ceea ce înseamnă că este foarte dificil să se elimine această specie atunci când a pătruns într-un ecosistem nou. Focul este la fel de ineficient din cauza acestei capacități de regenerare, ceea ce înseamnă că au fost efectuate cercetări aprofundate privind utilizarea erbicidelor pentru tratarea acestei specii.

### Aplicații cu erbicide
Conform unui studiu realizat în 2013, eficacitatea aplicațiilor de erbicide pe Rosa bracteata tinde să varieze în funcție de momentul în care acestea sunt introduse în organism, de exemplu: toate cele trei tratamente cu erbicide 2,4-D/aminopyralid, aminopyralid/metsulfuron și picloram/2,4-D au avut o reducere foarte eficientă atunci când au fost tratate în luna octombrie și o reducere foarte slabă atunci când au fost aplicate în luna mai. În general, nu există un singur erbicid sau o singură metodă de întrerupere mecanică care să poată combate eficient Rosa bracteata; controlul eficient al dăunătorilor utilizează o multitudine de astfel de instrumente în tandem.

## Utilizare
Rosa bracteata a fost folosită odată în Texas ca „gard viu” pentru pășunatul animalelor, deși a fost introdusă inițial din Asia ca plantă ornamentală. De asemenea, a fost folosită pentru controlul eroziunii și a fost utilizată pentru încrucișarea soiurilor⁠(d) de trandafiri.
Se crede că Rosa bracteata a fost folosită alături de alte specii de trandafiri, inclusiv R. brunonii, R. foetida⁠(d) și R. eglanteria pentru proprietățile sale medicinale în India antică, prin infuzarea cu apă și uleiuri și prin prepararea de ceaiuri. În medicina ayurvedică, diferite specii de trandafiri (inclusiv R. bracteata) erau utilizate în mod obișnuit pentru a vindeca afecțiuni spirituale, cum ar fi blocarea chakrelor, precum și pentru remedii împotriva febrei și a refluxului acid. Trandafirii erau, de asemenea, purtați în ceremonii, transformați în parfumuri și făceau parte integrantă din viața de zi cu zi în India, atât în rândul claselor de elită, cât și al celor neelite.

## Istoric
Se crede că această specie de trandafir este originară din subcontinentul indian, din Himalaya, o zonă bogată în mitologie, tradiții și spiritualism. Mențiuni despre Rosa bracteata sau, uneori, sub alte denumiri, cum ar fi „sivapriya”, pot fi găsite în scripturi datând din secolul I î.Hr. Gautama Siddhartha, care de obicei este reprezentat meditând pe un piedestal cu lotusuri, poate fi văzut în câteva reprezentări meditând pe un piedestal cu un trandafir cu cinci petale asemănător cu Rosa bracteata. De-a lungul timpului, trandafirul a fost menționat în istoria Chinei, care a fost facilitată de comerțul dintre aceste regiuni.